# Orso Maria Guerrini

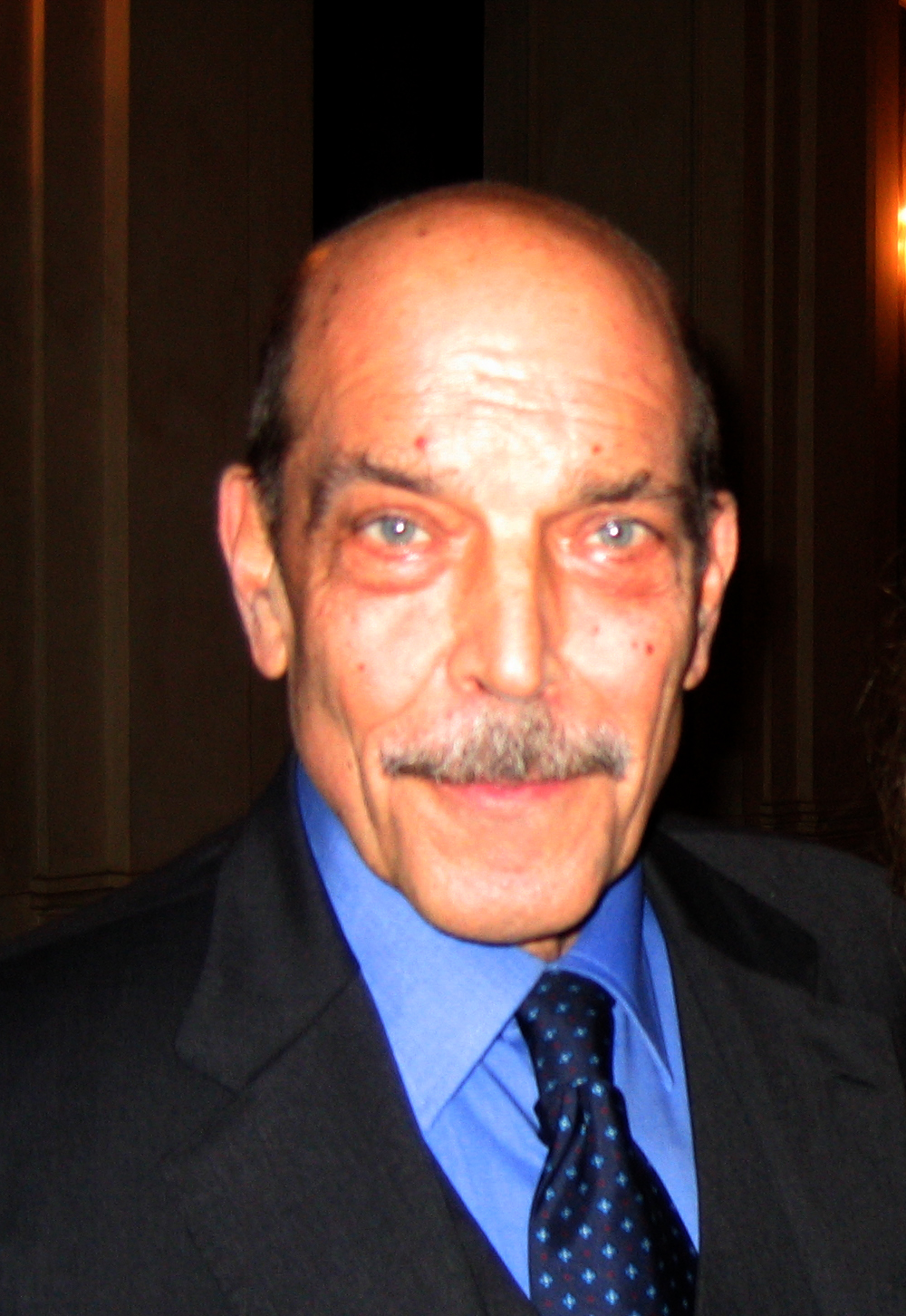
Orso Maria Guerrini

Orso Maria Guerrini (* 25. Oktober 1943 in Florenz) ist ein italienischer Schauspieler und Sprecher.

## Leben
Der Bruder der Schauspielerin Ilaria, einer alten vornehmen Familie anhörige Sohn eines Polizei-Brigadiers, studierte zunächst Architektur, engagierte sich aber auch als Sportler (vor allem beim Gewichtheben) sowie in der Theatergruppe der Universität. Mit einem Monolog aus der Göttlichen Komödie gewann er 1964 den von Pippo Baudo präsentierten Nachwuchswettbewerb des italienischen Fernsehens und zog im darauffolgenden Jahr nach Rom, wo er das Centro Sperimentale di Cinematografia besuchte und rasch für Radio-, Fernseh- und Filmrollen in Genrefilmen gebucht wurde. Durch seine Hauptrolle in der Miniserie E le stelle stanno a guardare von Anton Giulio Majano wurde Guerrini einem breiten Publikum bekannt und spielte von da an über 100 Rollen in Film und Fernsehen, wobei der sehr große, recht schlanke und meist schnurrbärtige, mit stechendem Blick aus grünen Augen ausgestattete Darsteller ebenso positive wie negative Charaktere zu verkörpern verstand. Neben bedeutenden Fernseharbeiten der späten 1960er Jahre, wegweisenden actionbetonten Filmen der 1970er Jahre und zahlreichen Rollen (vor allem beim Fernsehen) in den folgenden beiden Jahrzehnten gelang es ihm auch gelegentlich, in Hollywood-Produktionen besetzt zu werden.
Daneben war Guerrini auch eine bekannte Werbefigur als Baffo für Birra Moretti. Als Sprecher wurde er v. a. durch seine Interpretation des Generals José Borjes in La Storia Bandita bekannt.
Nach einer Trennung von Catherine Spaak ist Guerrini mit der Schauspielerin Cristina Sebastianelli verheiratet.

## Filmografie (Auswahl)
- 1967: Jonny Madoc (Due once di piombo)
- 1968: Lauf um dein Leben (Corri uomo corri)
- 1968: Mein Körper für ein Pokerspiel (The Belle Starr story)
- 1969: Der blauäugige Bandit (Barbagia (La società del malessere))
- 1970: E le stelle stanno a guardare
- 1970: Der große Irrtum (Il conformista)
- 1972: Girolimoni, das Ungeheuer von Rom (Girolimoni, il mostro di Roma)
- 1975: Die Viper (Roma a mano armata)
- 1976: Nina – Nur eine Frage der Zeit (A Matter of Time)
- 1976: Keoma – Das Lied des Todes (Keoma)
- 1976: Laura (Laure)
- 1976: Racket (Il grande racket)
- 1980: Desideria (Desideria: La vita interiore)
- 1990–1992: Allein gegen die Mafia (La piovra) (5.+6. Staffel der Fernsehserie)
- 1991: 18 in einer Woche (18 anni tra un settimana)
- 1993: Die Bibel – Abraham (Abraham)
- 2002: Die Bourne Identität (The Bourne Identity)
- 2005: Vera – Die Frau des Sizilianers (Fernsehfilm)
- 2012: Le lacrime di San Lorenzo
- 2019: Michelangelo (Il peccato)
- 2022: Der Feind meines Feindes (Fernsehfilm)
- 2023: Eine Billion Dollar (Fernsehserie)